# Prêmio Maurice Wilkes
O Prêmio Maurice Wilkes (em inglês:  Maurice Wilkes Award) é um prêmio para arquitetura computacional, concedido pelo grupo SIGARCH Computer Architecture da Association for Computing Machinery. O recipiente deve ter uma carreira profissional de não mais de 20 anos na ocasião da concessão do prêmio. O prêmio homenageia Maurice Vincent Wilkes.

## Recipientes
- 1998 Wen-mei Hwu
- 1999 Gurindar S. Sohi
- 2000 William J. Dally
- 2001 Anant Agarwal
- 2002 Glenn Hinton
- 2003 Dirk Meyer
- 2004 Kourosh Gharachorloo
- 2005 Steve Scott
- 2006 Doug Burger
- 2007 Todd Austin
- 2008 Sarita Adve
- 2009 Shubu Mukherjee
- 2010 Andreas Moshovos
- 2011 Kevin Skadron
- 2012 David Brooks